# Pixham
Pixham – wieś w Anglii, w hrabstwie Surrey, w dystrykcie Mole Valley. Leży 33 km na południowy zachód od centrum Londynu.